# Vero (general)

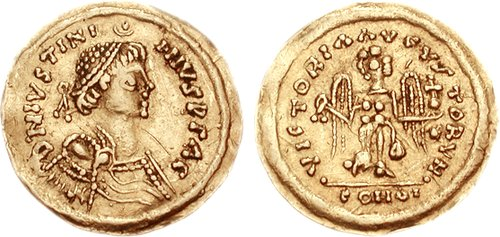
Tremisse emitido em Ticino sob o rei ostrogótico Tótila r.

Vero (em latim: Verus; m. 550) foi um oficial bizantino do século VI, ativo durante o reinado do Imperador Justiniano (r. 527–565). Aparece em 543, quando esteve no fronte oriental no comando dos efetivos hérulos com Filemudo. Segundo Procópio, quando o exército começou a se reunir, foram para o distrito de Corzianena, próximo ao campo do general Martinho em Citarizo, e ao tomaram ciência que o general Pedro havia invadido o Império Sassânida, seguiram-no. Sugere-se que Filemudo estivesse presente na Batalha de Anglo.
Em 547, Vero foi enviado à Itália no comando de três mil soldados hérulos para auxiliar Belisário em sua guerra contra o Reino Ostrogótico. Ao aportar em Hidrunto, recusou-se a montar campo ali e avançou impetuosamente com seus homens. Procópio afirmou que era sempre assim e, consequentemente, agiu imprudentemente. Fez acampamento perto de Brundísio, onde foi atacado pelo rei Tótila (r. 541–552) com um exército numericamente superior. Perdeu muitos homens e alegadamente somente conseguiu se salvar com a aproximação da frota liderada por Varazes, que levou-o para Tarento. Em 550, reuniu seus homens e lutou contra os godos em Piceno, não muito longe de Ravena, onde destacou-se como bom soldado, mas pereceu.